# Hubble Deep Field

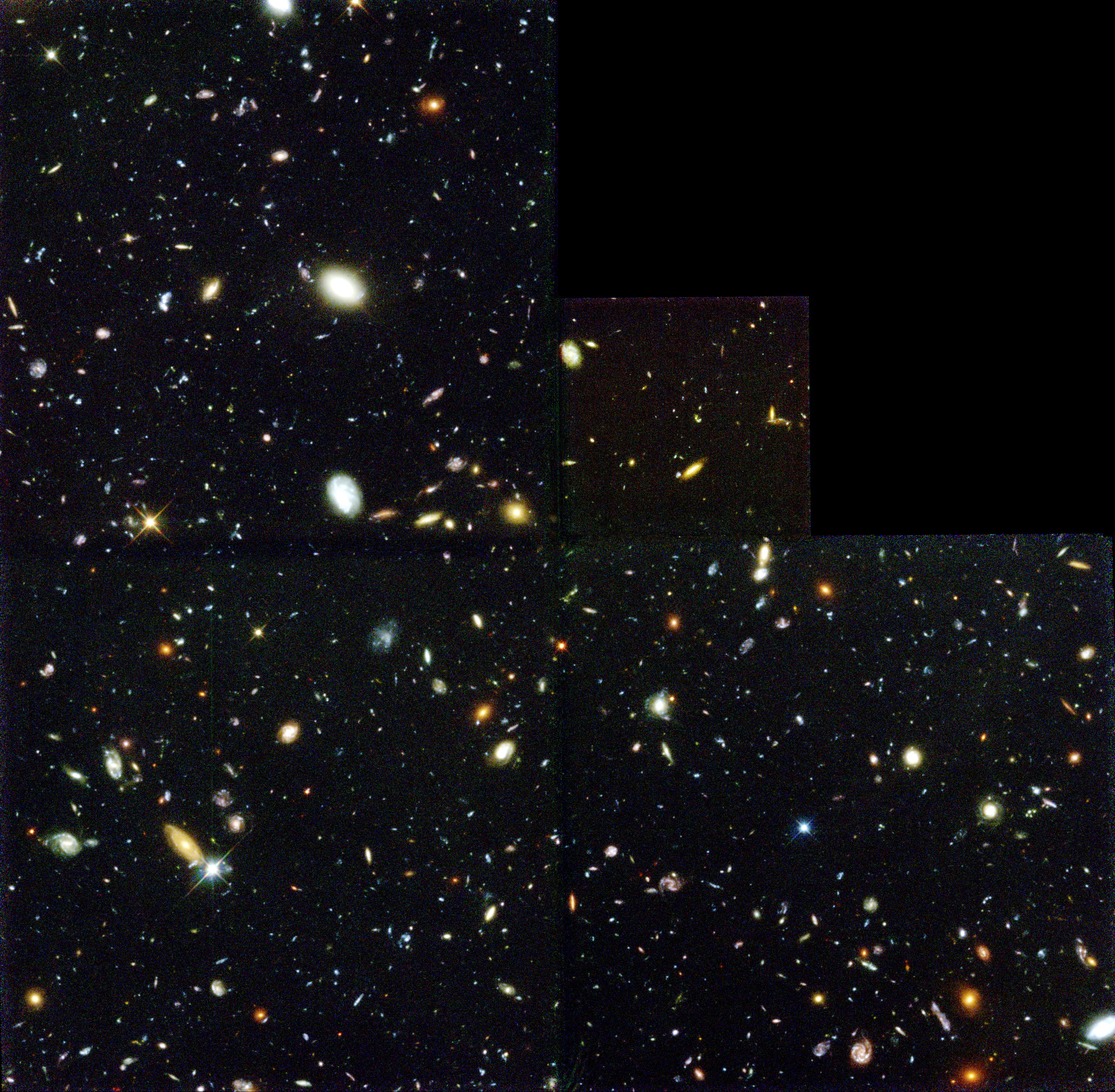
Hubble Deep Field

Hubble Deep Field (HDF) — изображение небольшой области в созвездии Большой Медведицы, полученное космическим телескопом «Хаббл». Область, видимая на изображении, равна 5,3 квадратным угловым минутам, что составляет примерно 1⁄28 000 000 площади небесной сферы. Изображение было собрано из 342 отдельных снимков, сделанных с помощью Широкоугольной планетной камеры 2 (англ. Wide Field and Planetary Camera 2 — WFPC2), установленной на телескопе «Хаббл». Построение изображения проводилось в течение нескольких дней — с 18 декабря по 28 декабря 1995 года.
Область настолько мала, что только несколько звёзд с переднего плана Млечного Пути лежат в её пределах. Таким образом, почти все 3000 объектов на изображении — галактики.
В 2004 году было построено более глубокое изображение, известное как Hubble Ultra Deep Field (HUDF). Его создание заняло одиннадцать дней наблюдений. В 2012 году было выпущено новое, ещё более глубокое изображение — Hubble Extreme Deep Field (XDF), которое стало самым глубоким и чувствительным астрономическим изображением, когда-либо сделанным в видимых длинах волн.

## Задачи
Одна из ключевых целей астрономов, которые проектировали космический телескоп «Хаббл», состояла в том, чтобы использовать высокое оптическое разрешение телескопа для изучения отдалённых галактик с очень высокой детализацией, недоступной ранее. На телескоп, находящийся в космосе, в отличие от наземных телескопов, не влияют атмосферные искажения. Это позволяет получать изображения с гораздо большей чувствительностью в видимом и ультрафиолетовом спектрах, нежели изображения, полученные с поверхности Земли. Поскольку путь света от очень отдалённых галактик занимает миллионы и миллиарды лет, мы видим их такими, какими они были очень давно. Исследования подобного рода позволяют составить лучшее представление о возникновении, эволюции и развитии галактик.

## Выбор области наблюдения

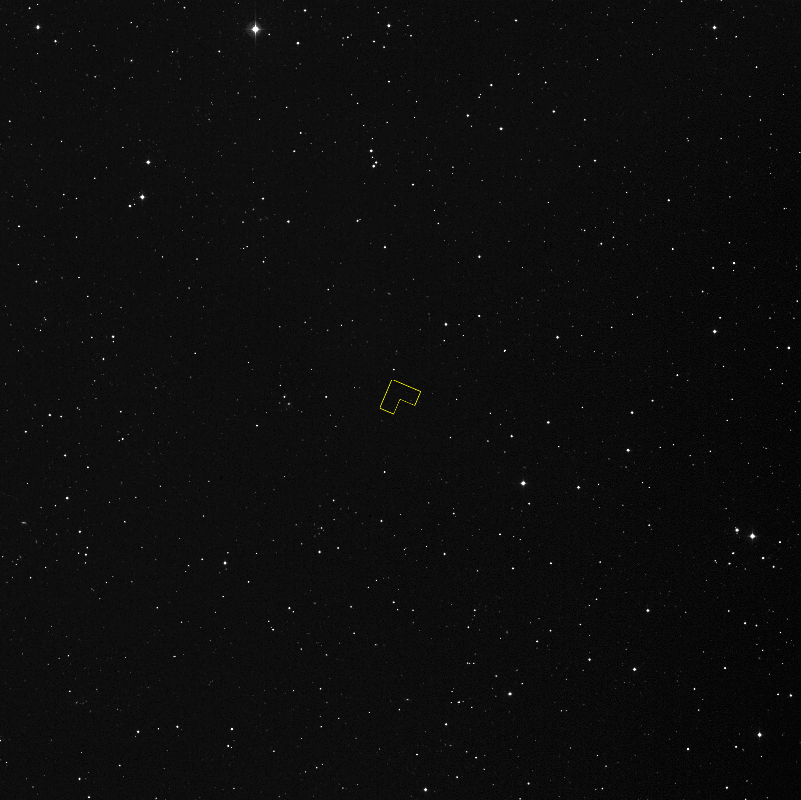
Область, выбранная для наблюдений.

Область, выбираемая для наблюдений, должна была соответствовать нескольким критериям:
- Она должна находиться на высокой галактической широте.
- В области наблюдения не должно быть известных ярких источников видимого света (таких, как звёзды переднего плана), а также источников инфракрасного, ультрафиолетового и рентгеновского излучений, чтобы облегчить более поздние исследования в этих длинах волн.

Эти критерии значительно ограничили возможные для наблюдения области.
Было решено, что цель будет находиться в «непрерывной зоне наблюдения» телескопа «Хаббл» (CVZs) — в области неба, которая не закрывается Землёй или Луной во время движения телескопа по орбите. Рабочая группа решила сконцентрироваться на северной «непрерывной зоне наблюдения» так, чтобы с применением телескопов северного полушария, таких как Very Large Array и телескопа обсерватории Кека, могли проводиться последующие наблюдения.
Первоначально были найдены двадцать областей, удовлетворяющих всем этим критериям, из которых были выбраны три оптимальные области. Все отобранные области находились в созвездии Большой Медведицы. Дальнейшие радионаблюдения исключили одну из этих областей, в которой находился яркий радиоисточник. Окончательное решение в выборе между двумя оставшимися областями было принято с учётом «навигационных звёзд», находящихся около одной из них: наблюдения с помощью телескопа «Хаббл» обычно требуют наличия нескольких соседних звёзд, по которым сенсоры точного позиционирования телескопа (англ. Fine Guidance Sensors) захватывают область наблюдения. В конечном итоге была выбрана область, расположенная в прямом восхождении 12ч 36м 49,4с и склонении +62° 12′ 58″.

## Наблюдения

Методика наблюдений.

Определившись с областью наблюдения, учёные приступили к разработке его методики. Необходимо было определить, какие из 48 фильтров (включая узкополосные, изолирующие специфические спектральные линии, и широкополосные), которыми оборудована WFPC2, использовать для наблюдений. Выбор зависел от полосы пропускания каждого фильтра. Применение полосовых фильтров было крайне нежелательно.
В итоге были выбраны четыре широкополосных фильтра: 300 нм, 450 нм (синий свет), 606 нм (красный свет) и 814 нм. Поскольку квантовая эффективность датчиков телескопа «Хаббл» весьма низка в области волн 300 нм, шум при наблюдениях в этой длине волны происходит, прежде всего, из-за шума CCD-матрицы, а не из-за фонового шума неба. Таким образом, эти наблюдения могли проводиться, когда высокий фоновый шум будет вредить эффективности наблюдений в других полосах пропускания.
Изображения целевой области с использованием выбранных фильтров были получены в ходе непрерывных десятидневных наблюдений, в течение которых Хаббл облетел вокруг Земли по своей орбите приблизительно 150 раз. Полное время наблюдений в каждой длине волны составили: 48,93 часа (300 нм), 36,52 часа (450 нм), 34,94 часа (606 нм) и 34,86 часа (814 нм). Наблюдения были разделены на 342 отдельных «этапа», чтобы предотвратить существенное повреждение отдельных участков изображения яркими полосами, которые образуются при воздействии космических лучей на датчики CCD-матрицы.

## Обработка данных

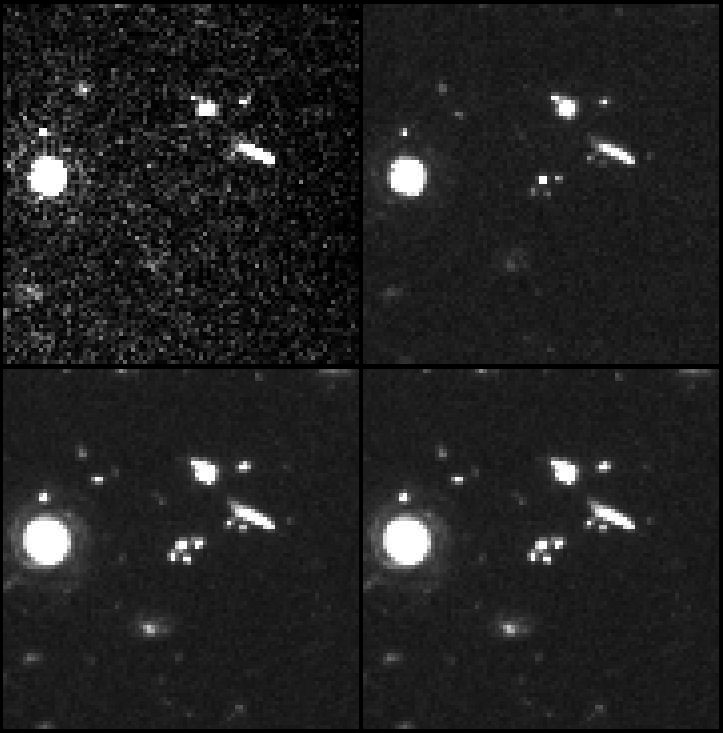
Изображения, полученные в разных длинах волн: 300 нм (сверху слева), 450 нм (сверху справа), 606 нм(снизу слева) и 814 нм (снизу справа)

В процессе объединения изображений, полученных в разных длинах волн, были удалены пиксели, засвеченные воздействием космических лучей. Сравнением нескольких последовательно сделанных изображений были выявлены пиксели, затронутые космическими лучами в одном изображении, но не затронутые в другом. Следы космического мусора и искусственных спутников также были тщательно убраны с изображений.
Приблизительно на четверти фрагментов отчётливо различался рассеянный свет от Земли. Для избавления от дефекта яркости эти фрагменты были выровнены по уровню незатронутых рассеянным светом изображений. Получившееся изображение было сглажено. Благодаря этой процедуре почти весь рассеянный свет был удалён с изображений.
После того, как с 342 отдельных изображений были убраны дефекты, их объединили в одно. Каждому пикселю CCD-матрицы на WFPC2 соответствовала область в 0,09 угловых секунд. Каждое последующее изображение частично перекрывало предыдущее. С использованием сложных методов обработки (специальный алгоритм «Drizzle») изображения были объединены, и в итоговом изображении в каждой длине волны размеры пиксела составили 0,04 угловых секунды.
Обработка данных позволила получить четыре монохромные изображения — по одному на каждой длине волны. Объединение их в цветное изображение было произвольным процессом, поскольку длины волн, в которых были взяты изображения, не соответствуют длинам волн красного, зелёного и синего света. Цвета в заключительном изображении дают только приблизительное представление о фактических цветах галактик. Выбор фильтров для HDF (как и для большинства изображений, полученных с помощью телескопа «Хаббл») был, прежде всего, направлен на то, чтобы максимально использовать научную полезность наблюдений, а не для передачи соответствий цветов, воспринимаемых визуально.

## Описание HDF
Финальный снимок содержит изображения около 3000 галактик — от ярко выраженных неправильных и спиральных на переднем плане до едва заметных, размером всего несколько пикселей, на заднем. В целом, на HDF, предположительно, звёзд переднего плана — менее десятка, большинство же объектов — отдалённые галактики. Многие галактики взаимодействуют друг с другом, формируя цепи и дуги и, вероятно, будут областями интенсивного формирования звёзд.

## Научные результаты

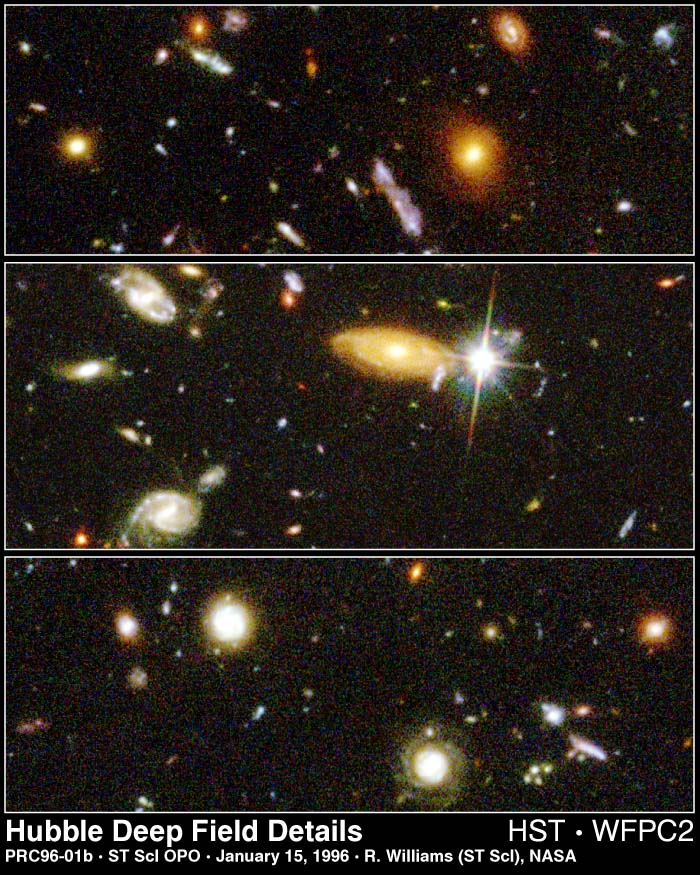
Детали HDF иллюстрируют большое разнообразие форм галактик, размеров и цветов во Вселенной.

Данные со снимка HDF предоставили учёным богатый материал для анализа. По состоянию на 2005 год, в астрономической литературе появилось около 400 документов (исследования, статьи), основанных на HDF. Одним из самых фундаментальных результатов было открытие большого числа галактик с высоким значением красного смещения. На тот момент было известно большое количество квазаров с высоким красным смещением, галактик же с высоким красным смещением было известно крайне мало. На изображении HDF присутствует много галактик со значением красного смещения более 6, что примерно соответствует расстоянию в 12 миллиардов световых лет. Самые отдалённые объекты в области HDF не видны на изображениях телескопа «Хаббл» и могут быть обнаружены только на изображениях, полученных в других длинах волн наземными телескопами.
На изображении HDF содержится большое количество неправильных галактик. Считается, что гигантские эллиптические галактики формируются в процессе взаимодействия спиральных и неправильных галактик. Обширный набор галактик на различных стадиях их развития позволил астрономам получить новую информацию о процессах формирования звёзд.
В течение многих лет астрономы ломали голову над природой тёмной материи, массу которой обнаружить не удаётся, но которая составляет приблизительно 23 % массы Вселенной согласно наблюдениям и расчётам, а также тёмной энергии, имеющей отрицательное давление и равномерно заполняющей всё пространство Вселенной. На долю тёмной энергии приходится 72 % от всех составляющих Вселенной.
Одна из теорий состоит в том, что тёмная материя могла бы состоять из Массивных Астрофизических Компактных Объектов Гало — слабосветящихся массивных объектов, таких как красные карлики, во внешних областях галактик. Эта теория не подтвердилась с помощью изображения HDF; на нём не было обнаружено большого числа красных карликов.

## Последующие наблюдения

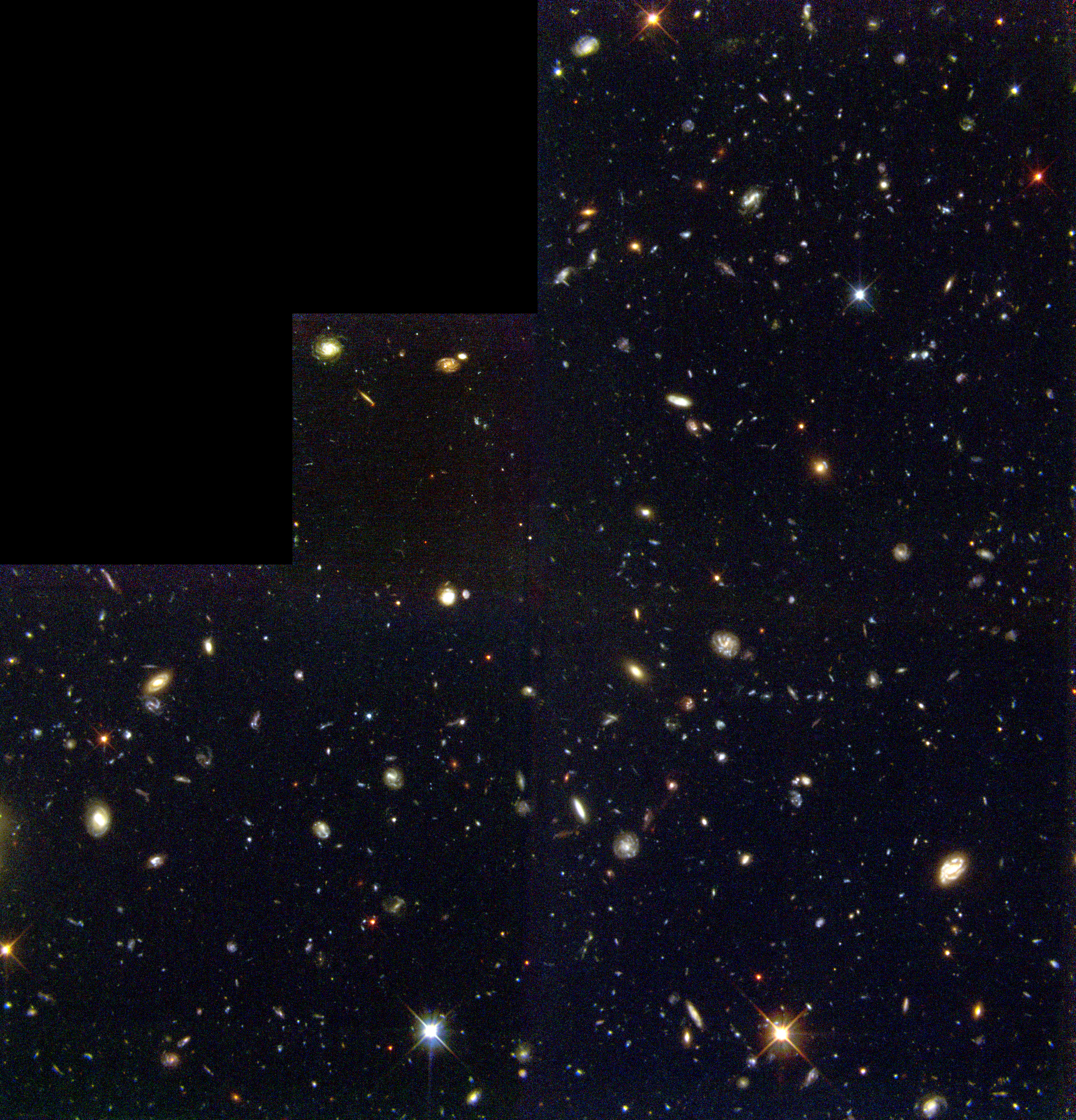
Hubble Deep Field South

HDF является ориентиром в наблюдательной космологии, и до сих пор очень многое из этой области не изучено. С 1995 года проводились многочисленные исследования и наблюдения как наземными телескопами, так и космическими, в широком диапазоне волн: от радиоволн до рентгеновских.

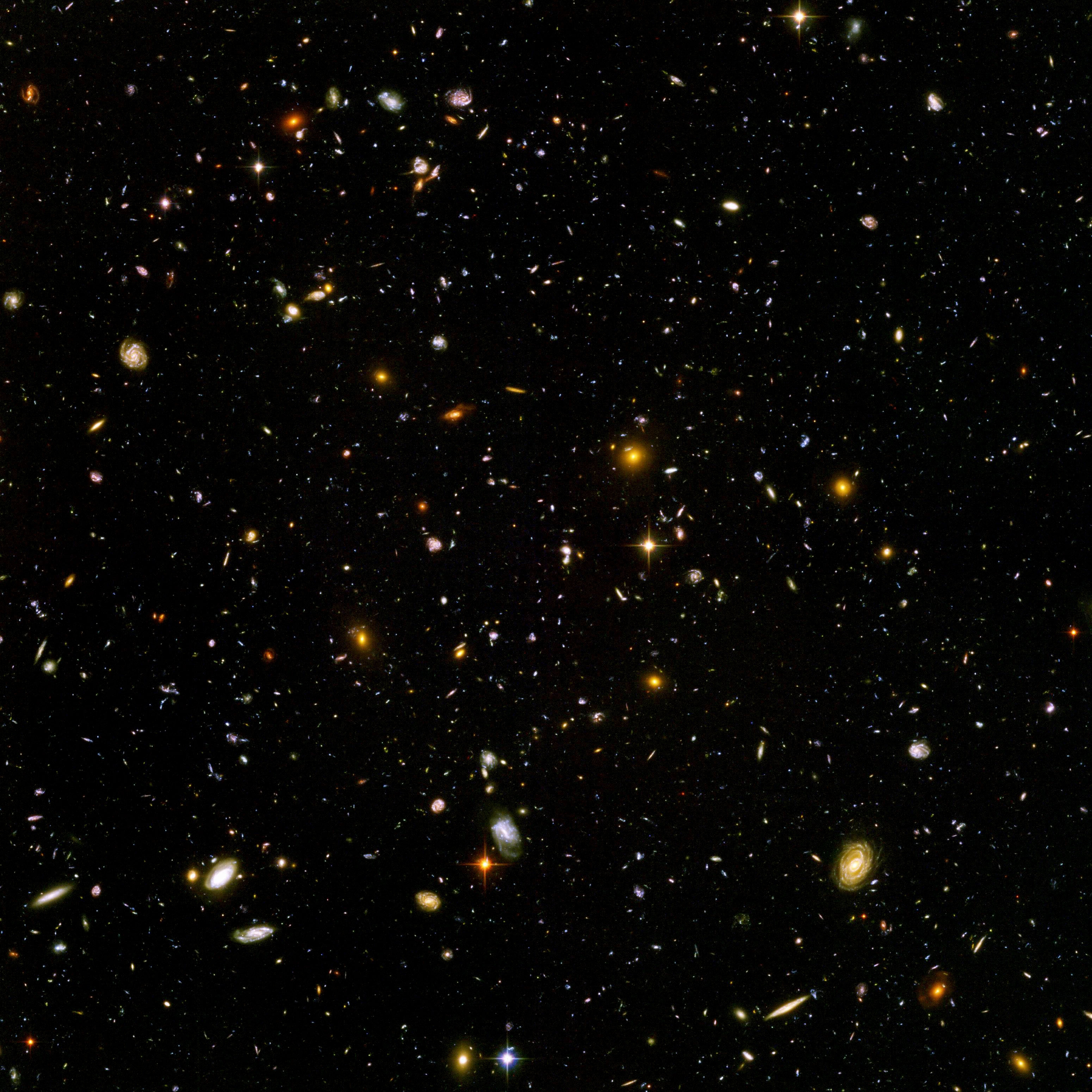
Hubble Ultra Deep Field

Много объектов с высоким значением красного смещения были обнаружены в пределах области HDF с помощью наземных телескопов, в особенности, радиотелескопа Джеймса Клерка Максвелла (англ. James Clerk Maxwell Telescope). Высокое красное смещение этих объектов не позволяло обнаружить их в видимом диапазоне волн, и лишь наблюдения в других длинах волн (инфракрасный диапазон, субмиллиметровые волны) позволили сделать это.
Наблюдения Инфракрасной космической обсерватории (англ. Infrared Space Observatory (ISO)) выявили инфракрасное излучение от 13 галактик, видимых на оптических изображениях. В этих галактиках содержится большое количество «межзвёздной пыли», которое связывают с интенсивным формированием звёзд. Радиоизображения, полученные с использованием наземных инструментов, таких как VLA, выявили 5 радиоисточников в HDF (изначально было выявлено 14, но из-за ошибок при наблюдениях осталось только 5), каждое из которых соответствует галактике в видимом диапазоне волн.
В 1998 году было создано изображение, подобное HDF, но находящееся в южном полушарии неба — Hubble Deep Field South. Изображение было создано по аналогии с HDF и таким же методом. Полученное изображение оказалось очень похожим на HDF, что подтверждает космологический принцип, говорящий об однородности Вселенной в глобальных масштабах.